# Veliki Oustioug (météorite)
Pour les articles homonymes, voir Veliki Oustioug (homonymie).

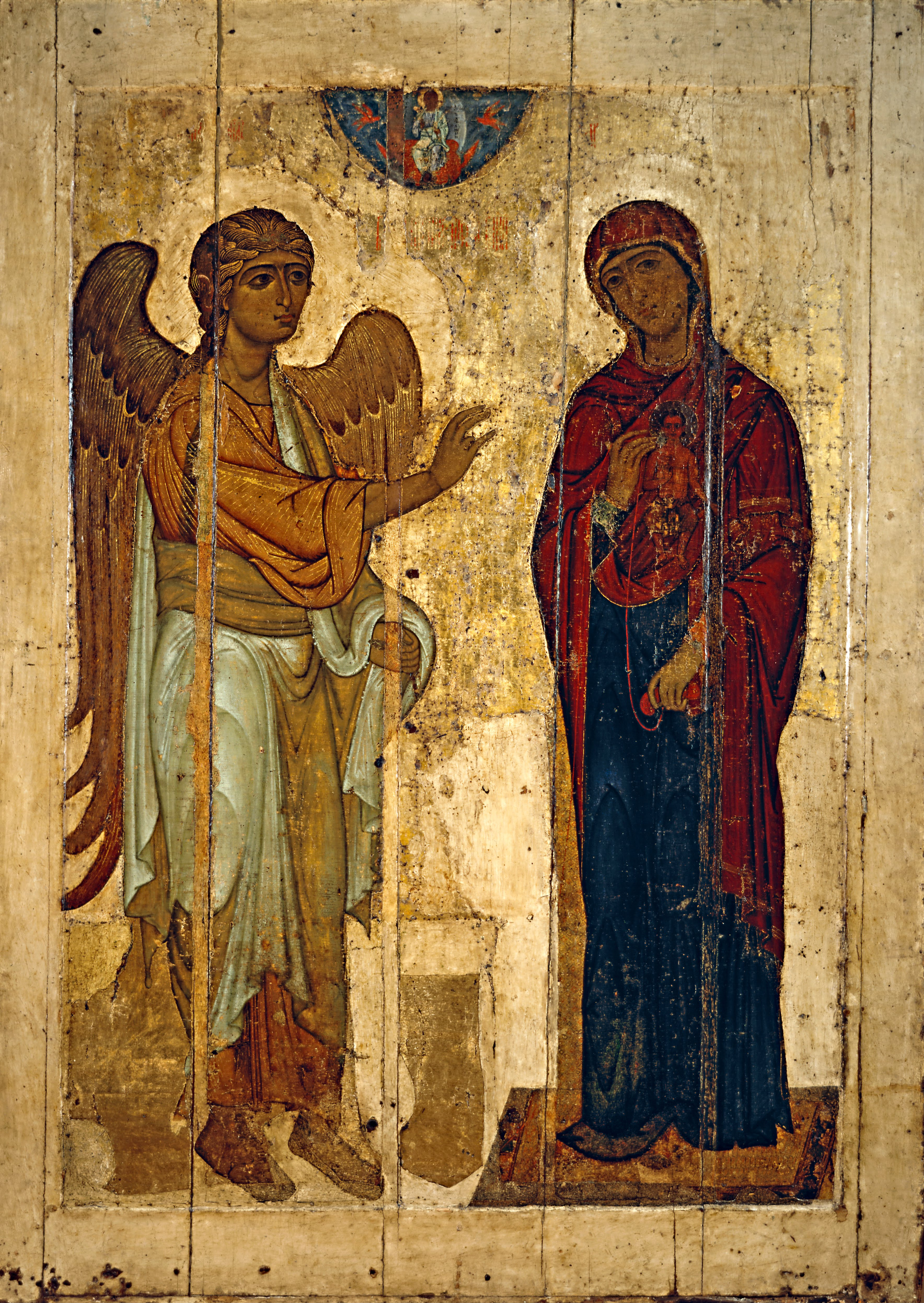
L'Annonciation d'Oustioug, galerie Tretiakov, Moscou, - Google Art Project.

Veliki Oustioug (météorite) (russe : Великий Устюг) est une météorite qui est tombée le 24 juin 1290 sur le village de Kotovo près de la ville de Veliki Oustioug, Oblast de Vologda, en Russie. La chute a été observée notamment par le clergé local. Elle est décrite plus tard dans la Vie de Procope d'Oustioug (russe : Житие Прокопия Праведного) au XVIe siècle.
Les traces de la météorite ont été perdues.
Le laboratoire d'étude du Vernadsky Institute of Geochemistry suppose que cette chute peut être rapprochée de l'événement de la Toungouska, qui a eu lieu en 1908 en Russie.
L'icône russe de l'Annonciation d'Oustioug exposée à la galerie Tretiakov à Moscou et qui date de 1120-1130, porte le nom de la météorite parce que, selon la légende, le Procope d'Oustioug pria devant l'icône pour écarter le danger de chute de tectites sur la ville proche de Veliki Oustioug. Le récit de la vie du Procope raconte qu'au moment où il se mit à prier, l'icône se mit à répandre une odeur d'encens et de l'huile sainte « La chaleur n'augmenta plus, la foudre et le tonnerre se calmèrent et les nuages d'orage se dispersèrent ».
Cette légende est apparue au XVIIIe siècle mais n'est pas confirmée par d'autres sources sinon le nom qui est resté à la météorite.